# 罗卜藏衮布
罗卜藏衮布（17世纪？—1752年），或譯作羅布藏棍布，博尔济吉特氏，达尔罕亲王班第与固伦端敏公主之子。
康熙四十九年（1710年），罗卜藏衮布袭科尔沁左翼中旗扎萨克和硕达尔罕亲王，授哲里木盟盟长，命在御前行走。康熙五十二年（1713年），娶裕亲王福全第五女郡主为妻，授和碩額駙。雍正九年（1731年）大军剿噶尔丹策凌，诏命其与贝子喇什、辅国公噶尔弼等防内扎萨克四十九旗游牧，其请驻兵于克鲁伦，从之。乾隆六年（1741年），获赏白银二千两。乾隆八年（1743年）跟随乾隆帝前往盛京，乾隆帝驻跸于其部，赐其黄带并特加恩赏白银三千两。同年，又加恩其子色布腾巴勒珠尔，封为辅国公。乾隆十七年（1752年）因病去世，乾隆帝赏银一万两治丧，子色布腾巴勒珠尔袭其世爵。